# Vsevolod Mstislavič
Vsevolod Mstislavič (ruski:Всеволод Мстиславич; o. 1100. – veljača 1138.) bio je kijevsko-ruski princ i vladar iz dinastije Rjurikoviča koji je vladao kao knez Novgoroda od 1117. do 1136. godine, Perejaslavlja 1132. godine, te Pskova od 1137. do smrti. 
Rodio se kao najstariji sin Mstislava Velikog i švedske princeze Christine Ingesdotter. Novgorodom je počeo vladati nakon što mu je otac preuzeo titulu velikog kneza Kijeva. Istakao se gradnjom crkvi i time što je odobrio povelju Ivanske stotine, prvog trgovačkog ceha. Usprkos tome, nakon što je 1132. napustio Novgorod kako bi preuzeo vlast u Perejaslavlju, građani su to shvatili kao izdaju, te su ga odbili primiti natrag kao svog vladara. 
Godine 1136. je došlo do nove pobune nakon koje je protjeran u Pskov gdje je i umro. Taj se događaj smatra početkom postojanja Novgorodske Republike, iako će Novgorod nastaviti povremeno birati ruske plemiće i kneževe kao svoje poglavare. Imao je dvoje djece - sina Ivana (koji je umro mlad) i kćer Vjačeslavu, koja se poslije udala za poljskog kneza Boleslava IV. Kovrčavog. 
Proglašen je pravoslavnim svecem pod imenom sv. Gavril.